# Hotel-Dieu de Brie-Comte-Robert

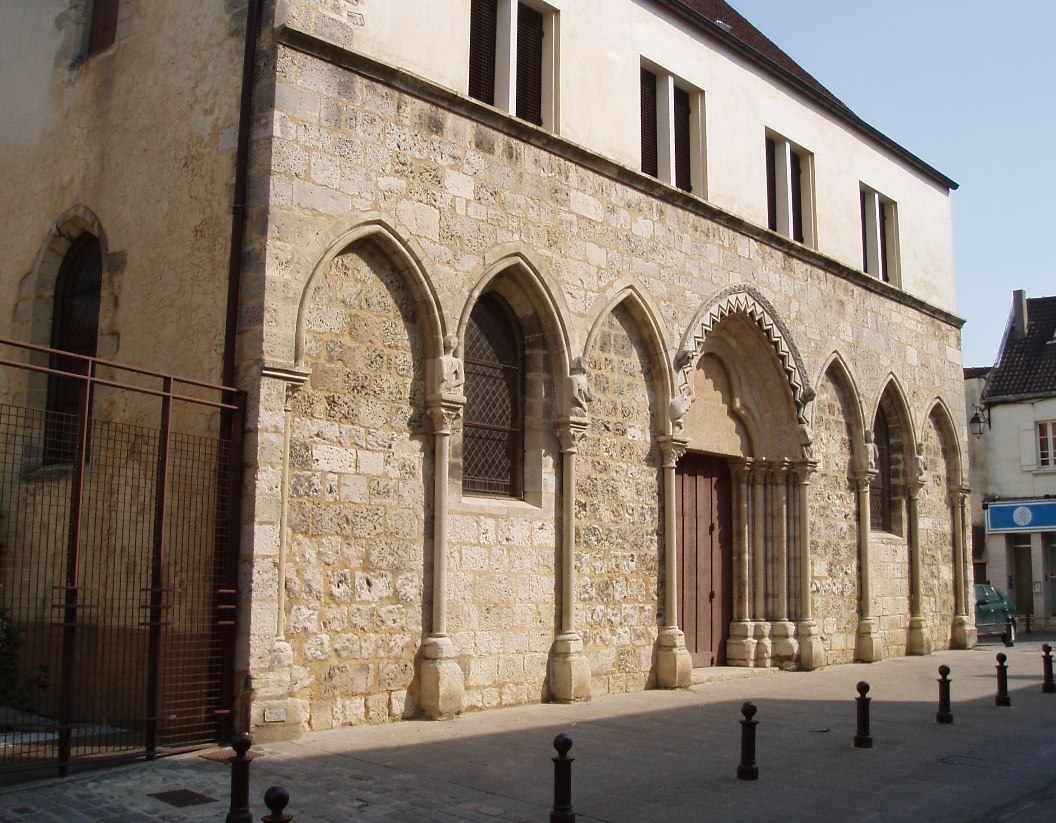
Hotel-Dieu de Brie-Comte-Robert, França.

O Hotel-Dieu de Brie-Comte-Robert localiza-se na cidade de mesmo nome, Departamento de Seine-et-Marne, região de Île-de-France, na França.
Como todos os chamados hospitais, tinha a função de lugar de pouso, na vila, para os mercadores e viajantes que atravessavam a região. Acredita-se que a sua primitiva edificação remonte ao século X. Posteriormente serviu como hospital para os enfermos e necessitados, e como convento.

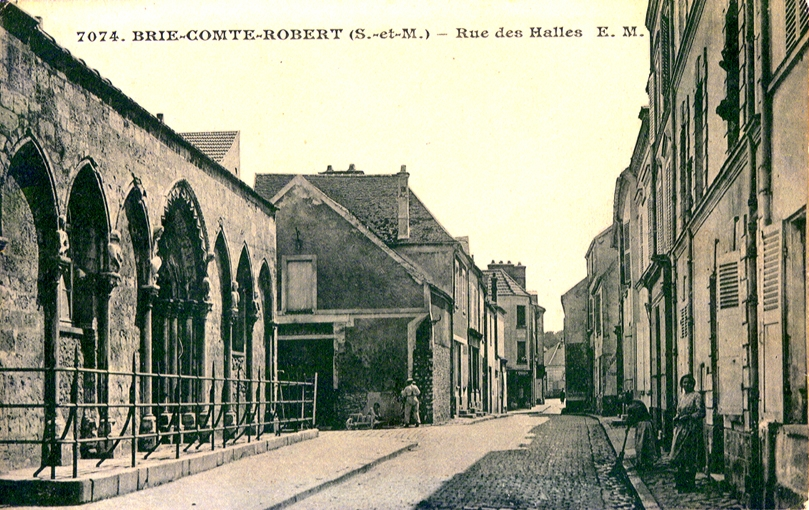
Hotel-Dieu de Brie-Comte-Robert, França: rua des Halles em 1900.

Durante a Primeira Guerra Mundial foi novamente utilizado como hospital.

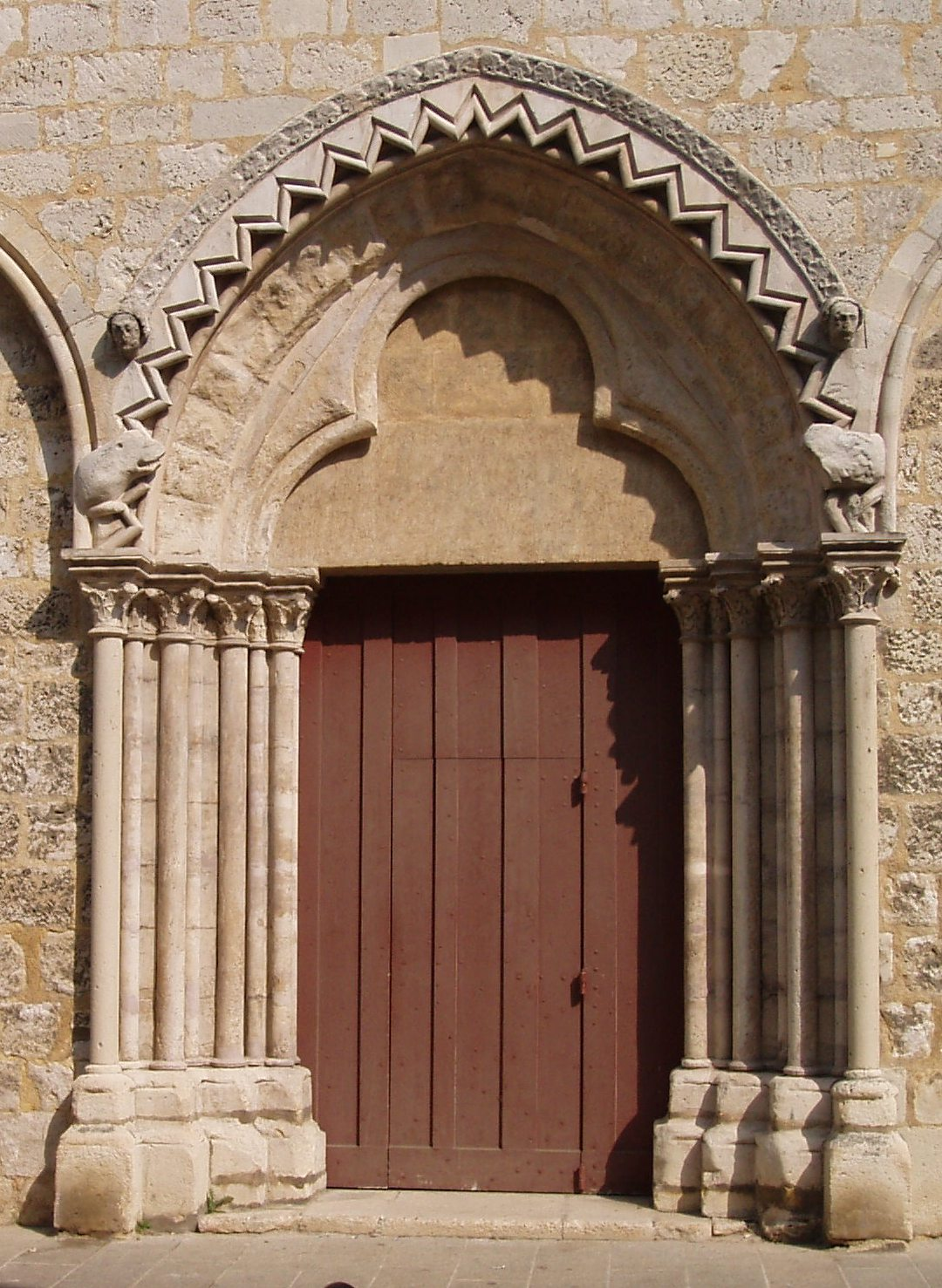
Hotel-Dieu de Brie-Comte-Robert, França: detalhe da porta.

Objeto de reconstrução recente, foi respeitada a sua fachada, em estilo gótico, com sete arcos. Atualmente, as suas dependências são utilizadas como salas de exposição.